# Liste des chefs du gouvernement ukrainien
Pour un article plus général, voir Premier ministre d'Ukraine.
Voici la liste des chefs de gouvernement (Premiers ministres) de l'Ukraine. Elle se divise en trois parties. La première concerne la période du mouvement national ukrainien (1918-1920), la seconde concerne la période soviétique (1922-1991) et la troisième les premiers ministres ukrainiens en fonctions depuis la proclamation d'indépendance du pays en 1991.

## Mouvement national ukrainien

### République nationale ukrainienne (Rada centrale)
- Volodymyr Vynnytchenko[1] : janvier 1918 - janvier 1918
- Vsevolod Holoubovytch : janvier - avril 1918

### État d'Ukraine (Hetmanat)
- Mykola Oustymovytch remplacé temporairement par Mykola Vasylenko : avril - mai 1918
- Fedir Lyzohoub : mai - novembre 1918
- Serhi Gerbel : novembre - décembre 1918

### République nationale ukrainienne (Directoire d'Ukraine)
- Volodymyr Tchekhivsky : décembre 1918 - février 1919
- Serhi Ostapenko : février - avril 1919
- Borys Martos : avril - août 1919
- Isaac Mazepa : août 1919 - mai 1920
- Viatcheslav Prokopovytch[2] : mai - octobre 1920

### République nationale ukrainienne occidentale (ZUNR)
- Kost Levytsky : novembre 1918 - janvier 1919
- Sydir Holoubovytch[3] : janvier - janvier 1919

## République socialiste soviétique d'Ukraine
| No | Portrait                                                               | Identité                                                                  | Période          | Période          | Durée                      | Étiquette |
| No | Portrait                                                               | Identité                                                                  | Début            | Fin              | Durée                      | Étiquette |
| -- | ---------------------------------------------------------------------- | ------------------------------------------------------------------------- | ---------------- | ---------------- | -------------------------- | --------- |
| 1  | Christian Rakovsky                                                     | Christian Rakovsky (uk) Раковський Християн Георгійович (1873 - 1941)     | 29 janvier 1919  | 14 juillet 1923  | 4 ans, 5 mois et 15 jours  | KPU (en)  |
| 2  | Vlas Tchoubar                                                          | Vlas Tchoubar (uk) Чубар Влас Якович (1891 - 1939)                        | 15 juillet 1923  | 28 avril 1934    | 10 ans, 9 mois et 13 jours | KPU (en)  |
| 3  | Panas Lioubtchenko                                                     | Panas Lioubtchenko (uk) Любченко Панас Петрович (1897 - 1937)             | 28 avril 1934    | 30 août 1937     | 3 ans, 4 mois et 2 jours   | KPU (en)  |
| 4  | Mykhaïlo Bondarenko                                                    | Mykhaïlo Bondarenko (uk) Бондаренко Михайло Ілліч (1903 - 1938)           | 30 août 1937     | 13 octobre 1937  | 1 mois et 13 jours         | KPU (en)  |
|    | Mykola Martchak                                                        | Par intérim : Mykola Martchak (uk) Марчак Микола Макарович (1904 - 1938)  | 13 octobre 1937  | 19 février 1938  | 4 mois et 6 jours          | KPU (en)  |
| 5  | Demian Korotchenko                                                     | Demian Korotchenko (uk) Коротченко Дем'ян Сергійович (1894 - 1969)        | 21 février 1938  | 28 juillet 1939  | 1 an, 5 mois et 7 jours    | KPU (en)  |
| 6  | Leonid Korniyets                                                       | Leonid Korniyets (uk) Корнієць Леонід Романович (1901 - 1969)             | 28 juillet 1939  | 6 février 1944   | 4 ans, 6 mois et 9 jours   | KPU (en)  |
| 7  | Nikita Khrouchtchev                                                    | Nikita Khrouchtchev (uk) Хрущов Микита Сергійович (1894 - 1971)           | 6 février 1944   | 12 décembre 1947 | 3 ans, 10 mois et 6 jours  | KPU (en)  |
|    | Demian Korotchenko                                                     | Demian Korotchenko (uk) Коротченко Дем'ян Сергійович (1894 - 1969)        | 26 décembre 1947 | 15 janvier 1954  | 6 ans et 20 jours          | KPU (en)  |
| 8  | Pas de portrait sous licence libre disponible pour Nikifor Kaltchenko. | Nikifor Kaltchenko (uk) Кальченко Никифор Тимофійович (1906 - 1989)       | 15 janvier 1954  | 28 février 1961  | 7 ans, 1 mois et 13 jours  | KPU (en)  |
| 9  | Vladimir Chtcherbitski                                                 | Vladimir Chtcherbitski (uk) Щербицький Володимир Васильович (1918 - 1990) | 28 février 1961  | 26 juin 1963     | 2 ans, 3 mois et 29 jours  | KPU (en)  |
| 10 | Pas de portrait sous licence libre disponible pour Ivan Kazanets.      | Ivan Kazanets (uk) Казанець Іван Павлович (1918 - 2013)                   | 26 juin 1963     | 23 octobre 1965  | 2 ans, 3 mois et 27 jours  | KPU (en)  |
|    | Vladimir Chtcherbitski                                                 | Vladimir Chtcherbitski (uk) Щербицький Володимир Васильович (1918 - 1990) | 23 octobre 1965  | 25 mai 1972      | 6 ans, 7 mois et 2 jours   | KPU (en)  |
| 11 | Olexandre Liachko                                                      | Olexandre Liachko (uk) Олександр Ляшко (1915 - 2002)                      | 25 mai 1972      | 10 juillet 1987  | 15 ans, 1 mois et 15 jours | KPU (en)  |
| 12 | Vitaliy Massol, 25 septembre 2009.                                     | Vitaliy Massol (uk) Віталій Масол (1928 - 2018)                           | 10 juillet 1987  | 23 octobre 1990  | 3 ans, 3 mois et 13 jours  | KPU (en)  |
|    | Vitold Fokine                                                          | Par intérim : Vitold Fokine (uk) Фокін Вітольд Павлович (1932 - 2025)     | 23 octobre 1990  | 14 novembre 1990 | 22 jours                   | KPU (en)  |
| 13 | Vitold Fokine                                                          | Vitold Fokine (uk) Фокін Вітольд Павлович (1932 - 2025)                   | 14 novembre 1990 | 18 avril 1991    | 5 mois et 4 jours          | KPU (en)  |

## Ukraine indépendante
| N°                                                                | Portrait                                                          | Nom (Naissance-Mort)                                              | Mandat                                                            | Mandat                                                            | Mandat                                                            | Parti politique                                                   | Parti politique                                                   | Président                       |
| N°                                                                | Portrait                                                          | Nom (Naissance-Mort)                                              | Début                                                             | Fin                                                               | Durée                                                             | Parti politique                                                   | Parti politique                                                   | Président                       |
| ----------------------------------------------------------------- | ----------------------------------------------------------------- | ----------------------------------------------------------------- | ----------------------------------------------------------------- | ----------------------------------------------------------------- | ----------------------------------------------------------------- | ----------------------------------------------------------------- | ----------------------------------------------------------------- | ------------------------------- |
| 1                                                                 |                                                                   | Vitold Fokine (1932-2025)                                         | 18 avril 1991                                                     | 2 octobre 1992                                                    | 1 an, 5 mois et 14 jours                                          |                                                                   | Sans                                                              | Leonid Kravtchouk (1991-1994)   |
| Le vice-Premier ministre, Valentin Simonenko, assure l'intérim.   |                                                                   |                                                                   |                                                                   |                                                                   |                                                                   |                                                                   |                                                                   | Leonid Kravtchouk (1991-1994)   |
| 2                                                                 |                                                                   | Leonid Koutchma (né en 1938)                                      | 13 octobre 1992                                                   | 22 septembre 1993                                                 | 11 mois et 10 jours                                               |                                                                   | Sans                                                              | Leonid Kravtchouk (1991-1994)   |
| Le vice-Premier ministre, Ioukhym Zviahilsky, assure l'intérim.   |                                                                   |                                                                   |                                                                   |                                                                   |                                                                   |                                                                   |                                                                   | Leonid Kravtchouk (1991-1994)   |
| 3                                                                 |                                                                   | Vitaliy Massol (1928-2018)                                        | 16 juin 1994                                                      | 1er mars 1995                                                     | 8 mois et 13 jours                                                |                                                                   | Sans                                                              | Leonid Kravtchouk (1991-1994)   |
| 4                                                                 |                                                                   | Ievhen Martchouk (1941-2021)                                      | 1er mars 1995                                                     | 28 mai 1996                                                       | 1 an, 2 mois et 27 jours                                          |                                                                   | SDPU (O)                                                          | Leonid Koutchma (1994-2005)     |
| 5                                                                 |                                                                   | Pavlo Lazarenko (né en 1953)                                      | 28 mai 1996                                                       | 2 juillet 1997                                                    | 1 an, 1 mois et 4 jours                                           |                                                                   | Hromada                                                           | Leonid Koutchma (1994-2005)     |
| Le vice-Premier ministre, Vassyl Dourdynets, assure l'intérim.    |                                                                   |                                                                   |                                                                   |                                                                   |                                                                   |                                                                   |                                                                   | Leonid Koutchma (1994-2005)     |
| 6                                                                 |                                                                   | Valeri Poustovoïtenko (né en 1947)                                | 16 juillet 1997                                                   | 22 décembre 1999                                                  | 2 ans, 5 mois et 20 jours                                         |                                                                   | NDP                                                               | Leonid Koutchma (1994-2005)     |
| 7                                                                 |                                                                   | Viktor Iouchtchenko (né en 1954)                                  | 22 décembre 1999                                                  | 29 mai 2001                                                       | 1 an, 5 mois et 7 jours                                           |                                                                   | Sans                                                              | Leonid Koutchma (1994-2005)     |
| 8                                                                 |                                                                   | Anatoli Kinakh (né en 1954)                                       | 29 mai 2001                                                       | 21 novembre 2002                                                  | 1 an, 5 mois et 23 jours                                          |                                                                   | PPPU                                                              | Leonid Koutchma (1994-2005)     |
| 9                                                                 |                                                                   | Viktor Ianoukovytch (né en 1950)                                  | 21 novembre 2002                                                  | 5 janvier 2005                                                    | 2 ans, 1 mois et 15 jours                                         |                                                                   | PR                                                                | Leonid Koutchma (1994-2005)     |
| Le vice-Premier ministre, Mykola Azarov, assure l'intérim.        |                                                                   |                                                                   |                                                                   |                                                                   |                                                                   |                                                                   |                                                                   | Leonid Koutchma (1994-2005)     |
| 10                                                                |                                                                   | Ioulia Tymochenko (née en 1960)                                   | 24 janvier 2005                                                   | 8 septembre 2005                                                  | 7 mois et 15 jours                                                |                                                                   | VOB                                                               | Viktor Iouchtchenko (2005-2010) |
| 11                                                                |                                                                   | Youriï Yekhanourov (né en 1948)                                   | 8 septembre 2005                                                  | 4 août 2006                                                       | 10 mois et 27 jours                                               |                                                                   | NU                                                                | Viktor Iouchtchenko (2005-2010) |
| 12                                                                |                                                                   | Viktor Ianoukovytch (né en 1950)                                  | 4 août 2006                                                       | 18 décembre 2007                                                  | 1 an, 4 mois et 14 jours                                          |                                                                   | PR                                                                | Viktor Iouchtchenko (2005-2010) |
| 13                                                                |                                                                   | Ioulia Tymochenko (née en 1960)                                   | 18 décembre 2007                                                  | 11 mars 2010                                                      | 2 ans, 2 mois et 21 jours                                         |                                                                   | VOB                                                               | Viktor Iouchtchenko (2005-2010) |
| 14                                                                |                                                                   | Mykola Azarov (né en 1947)                                        | 11 mars 2010                                                      | 28 janvier 2014                                                   | 3 ans, 10 mois et 17 jours                                        |                                                                   | PR                                                                | Viktor Ianoukovytch (2010-2014) |
| Le vice-Premier ministre, Serhi Arbouzov, assure l'intérim.       |                                                                   |                                                                   |                                                                   |                                                                   |                                                                   |                                                                   |                                                                   | Viktor Ianoukovytch (2010-2014) |
| Le président de la Rada, Oleksandr Tourtchynov, assure l'intérim. | Le président de la Rada, Oleksandr Tourtchynov, assure l'intérim. | Le président de la Rada, Oleksandr Tourtchynov, assure l'intérim. | Le président de la Rada, Oleksandr Tourtchynov, assure l'intérim. | Le président de la Rada, Oleksandr Tourtchynov, assure l'intérim. | Le président de la Rada, Oleksandr Tourtchynov, assure l'intérim. | Le président de la Rada, Oleksandr Tourtchynov, assure l'intérim. | Le président de la Rada, Oleksandr Tourtchynov, assure l'intérim. | Oleksandr Tourtchynov (2014)    |
| 15                                                                |                                                                   | Arseni Iatseniouk (né en 1974)                                    | 27 février 2014                                                   | 14 avril 2016                                                     | 2 ans, 1 mois et 18 jours                                         |                                                                   | VOB                                                               | Oleksandr Tourtchynov (2014)    |
| 15                                                                |                                                                   | Arseni Iatseniouk (né en 1974)                                    | 27 février 2014                                                   | 14 avril 2016                                                     | 2 ans, 1 mois et 18 jours                                         | VF                                                                | Petro Porochenko (2014-2019)                                      |                                 |
| 16                                                                |                                                                   | Volodymyr Hroïsman (né en 1978)                                   | 14 avril 2016                                                     | 29 août 2019                                                      | 3 ans, 4 mois et 15 jours                                         |                                                                   | Petro Porochenko (2014-2019)                                      | BPP-S                           |
| 16                                                                |                                                                   | Volodymyr Hroïsman (né en 1978)                                   | 14 avril 2016                                                     | 29 août 2019                                                      | 3 ans, 4 mois et 15 jours                                         | USH                                                               | Volodymyr Zelensky (depuis 2019)                                  |                                 |
| 17                                                                |                                                                   | Oleksi Hontcharouk (né en 1984)                                   | 29 août 2019                                                      | 4 mars 2020                                                       | 6 mois et 4 jours                                                 |                                                                   | Volodymyr Zelensky (depuis 2019)                                  | Sans                            |
| 18                                                                |                                                                   | Denys Chmyhal (né en 1975)                                        | 4 mars 2020                                                       | 17 juillet 2025                                                   | 5 ans, 4 mois et 13 jours                                         |                                                                   | Volodymyr Zelensky (depuis 2019)                                  | Sans                            |
| 19                                                                |                                                                   | Ioulia Svyrydenko (née en 1985)                                   | 17 juillet 2025                                                   | en fonction                                                       | 27 jours                                                          |                                                                   | Volodymyr Zelensky (depuis 2019)                                  | Sans                            |